# Жажда золота (фильм, 2022)
«Жажда золота» (англ. Gold, буквальный перевод — «Золото») — австралийский художественный фильм-триллер 2022 года режиссёра Энтони Хейза. Главные роли в нём сыграли Зак Эфрон, Сьюзи Портер и сам Хейз.

## Сюжет
Действие фильма происходит в будущем, когда человечество борется за выживание в условиях крайней нехватки ресурсов. Двое мужчин, Кит и Вёрджил, находят залежи золота в пустыне, в опасной зоне. Кит отправляется за техникой, а Вёрджил остаётся охранять находку. Ему нужно продержаться всего четыре дня, но это оказывается тяжёлой задачей. У Вёрджила развивается паранойя, он натыкается на одинокую женщину и убивает её. Из-за песчаной бури он теряет все припасы, а Кит не возвращается вовремя. В финале ослабевшего и обезумевшего Вёрджила убивает стая собак динго. Кит, который был рядом и наблюдал за происходящим, получает стрелу в грудь.

## В ролях
- Зак Эфрон — мужчина № 1
- Сьюзи Портер — незнакомка
- Энтони Хейз — мужчина № 2[2][3]
- Андреас Собик — дежурный на заставе
- Акуол Нгот — женщина с ребёнком в поезде

## Создание и оценки
Проект был анонсирован в ноябре 2020 года. Режиссёром фильма стал Энтони Хейз, он же написал сценарий совместно с Полли Смит, стал одним из продюсеров (вместе с Джоном и Майклом Шварцами) и сыграл одну из ролей. Другими актёрами первого плана стали Зак Эфрон и Сьюзи Портер. Съёмки начались в ноябре 2020 года в глубинке Южной Австралии, в горах Флиндерс и городе Ли-Крик. Сцена песчаной бури в пустыне снималась во время настоящей песчаной бури. Эфрон сломал руку во время съемок, но скрыл это от съемочной группы.
Премьерный показ состоялся 13 января 2022 года, цифровой релиз — 26 января.
Рецензент «Киноафиши» охарактеризовал «Жажду золота» как «жутковатую притчу», высоко оценив при этом игру Зака Эфрона. Люк Бакмастер из The Guardian поставил фильму 3 звезды из 5, похвалил кинематографию и игру Эфрона, но счёл сюжет «скудным». На сайте-агрегаторе отзывов Rotten Tomatoes «Жажда золота» получила рейтинг 65 % со средней оценкой 6,1 из 10.